# ヴィニシウス・ジ・ソウザ・コスタ
ヴィニシウス・ソウザ（Vinícius Souza）ことヴィニシウス・ジ・ソウザ・コスタ（ポルトガル語: Vinícius de Souza Costa、1999年6月17日 - ）は、ブラジル・リオデジャネイロ州パドリ・ミゲウ出身のサッカー選手。シェフィールド・ユナイテッドFC所属。ポジションはミッドフィールダー。

## 経歴
2014年にゼ・ヒカルド監督の誘いを受けてCRフラメンゴのU-15チームに加入。この時のチームメイトにはトップチームで共にプレーする事となるマテウス・トゥーレルやリンコンがいた。2019年3月19日に行われたカンピオナート・カリオカでホナウドと交代で途中出場しプロ初出場。同年8月にグスタボ・クエジャルがアル・ヒラルに移籍すると、トップチームに昇格、ジョルジェ・ジェズス監督は教え子のネマニャ・マティッチに喩えて絶賛した。10月10日に行われたカンピオナート・ブラジレイロ・セリエAで後半にヘイニエルに代わって投入されて、全国1部初出場を記録した。
2020年10月、シティ・フットボール・グループ傘下のロンメルSKにチームメイトのカイオ・ホキとともに完全移籍。同月25日にプロキシマス・リーグで途中出場し移籍後初出場を記録した。
2022年7月9日、2022-23シーズンはRCDエスパニョールにレンタル移籍することが発表された。
2023年8月9日、シェフィールド・ユナイテッドFCに完全移籍。4年契約を締結した。
　